# Loretto, Burgenland
Loretto (ungerska: Lorettom, kroatiska: Lovreta) är en ort och kommun i Österrike. Den ligger i distriktet Eisenstadt-Umgebung i förbundslandet Burgenland, i den östra delen av landet, 40 km söder om huvudstaden Wien. Antalet invånare år 2023 är 516. Arean är 2,4 kvadratkilometer.